# Теляково (Орловская область)
Теляково — деревня в Урицком районе Орловской области России.
Входит в состав Архангельского сельского поселения.

## География
Расположена севернее деревни Светлое Утро и восточнее посёлка Краснознаменский на левом берегу реки Радомка у слияния её с рекой Лубна.
В Теляково имеется одна улица — Теляковская, рядом с деревней проходит просёлочная дорога.

## Население
| 2010 |
| ---- |
| 6    |